# Miltiades der Jüngere

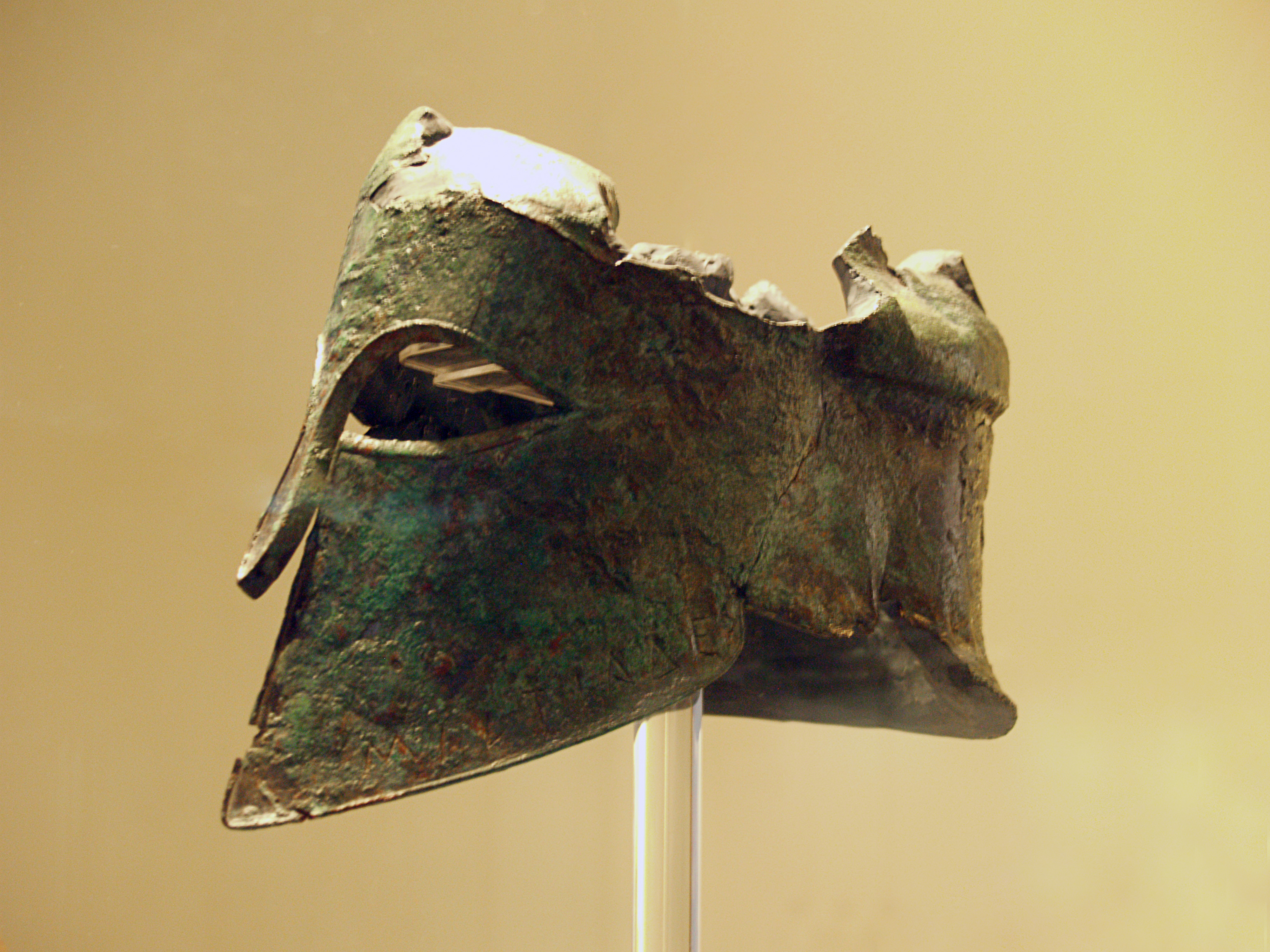
Von Miltiades in Olympia geweihter Helm

Miltiades (altgriechisch Μιλτιάδης Miltiádēs; * um 550 v. Chr.; † um 489 v. Chr.), Sohn des Kimon, war ein aus Athen stammender Feldherr und Politiker aus der Familie der Philaiden, bekannt durch Herodot, der ihn zum Sieger in der Schlacht bei Marathon erklärte.

## Tyrann auf der Chersones

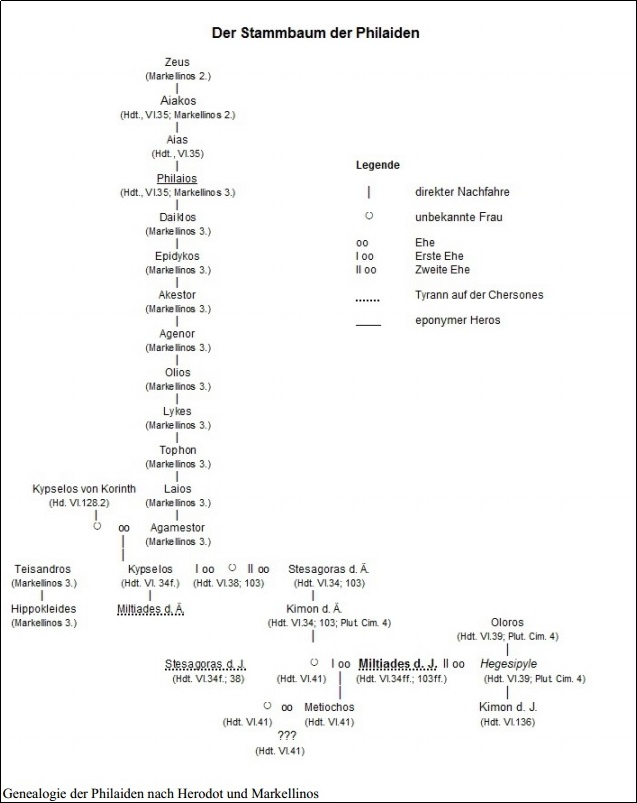
Genealogie der Philaiden nach Herodot und Markellinos

Nachdem er in Athen bereits 524/3 v. Chr. das Amt des Archon bekleidet hatte, trat er, unterstützt von den attischen Tyrannen aus der Familie des Peisistratos, etwa 520 v. Chr. die Nachfolge eines gleichnamigen Verwandten, Miltiades des Älteren, als Tyrann der thrakischen Chersones (jetzige Halbinsel Gelibolu) an, die unter persischer Oberherrschaft stand. Nach der Ankunft setzte er die örtlichen Aristokraten gefangen und stellte eine private Söldnertruppe auf, die seinem Machterhalt diente. 514/3 v. Chr. nahm er am Feldzug des persischen Großkönigs Dareios I. gegen die Skythen teil. Miltiades erscheint bei Herodot in diesem Kontext – noch vor dem Ionischen Aufstand – indirekt als Verfechter der Freiheit der Ionier und als Gegner der Perser. Im Jahr 498 v. Chr. eroberte er die Insel Lemnos und fügte sie unter athenische Herrschaft.

## Schlacht bei Marathon
Nach dem Ende des Ionischen Aufstands 493 v. Chr. kehrte Miltiades nach Athen zurück, wo er von seinen Feinden angeklagt, jedoch freigesprochen wurde. Er gilt als treibende Kraft bei der Verteidigung gegen die Perser. Am Sieg der Athener über eine persische Streitmacht bei Marathon im Jahre 490 v. Chr. hatte er als Strategos gemäß Herodot einen entscheidenden Anteil. Herodot schreibt allerdings auch, dass Miltiades nicht das Oberkommando innehatte, sondern die Befehlsgewalt mit neun weiteren Strategen teilen musste. Der Vorsitz des Kollegiums lag bei dem in der Schlacht gefallenen Polemarchen Kallimachos. Da es keine zeitgenössischen Schriftquellen zur Schlacht gibt, ist die genaue Rolle des Miltiades umstritten. Herodot schreibt, Miltiades habe Kallimachos davon überzeugt, anzugreifen und dieser habe dann den Befehl zum Angriff erteilt. Fragwürdig ist hierbei allerdings, ob der den Strategen übergeordnete Polemarch zu dieser Zeit nur der nominelle Oberbefehlshaber war oder mehr Befehlsgewalt besaß als die anderen Strategen. Erstaunlich ist auch, dass Miltiades in der Beschreibung der Schlacht von Herodot mit keinem Wort mehr erwähnt wird. Kallimachos wird dagegen noch einmal mit seiner Position in der Schlachtordnung genannt; ebenso wird sein Tod in der Schlacht erwähnt. Die Position des Miltiades oder seinen möglichen Einfluss auf die Schlachtordnung und -taktik erfährt man nicht.

## Parosexpedition
Etwa um 490/89 überzeugte Miltiades die Athener davon, das Kommando über ein Unternehmen gegen einige Kykladeninseln zu führen, um sie aus dem persischen Einfluss, unter den sie während des Zuges des Mardonios gekommen waren, zu lösen, und dies notfalls mit Gewalt. Dafür wurde er von den Athenern mit 70 Schiffen ausgestattet. 70 Schiffe dürften vor der Flottenrüstung Athens unter Themistokles alles gewesen sein, was die athenische Flotte zu bieten hatte. Im Zuge der Angriffe gegen die Inseln ergaben sich einige widerstandslos, nicht aber Paros. Paros wurde in der Folge anscheinend erfolgreich belagert, und es fanden Verhandlungen über die Kapitulation statt. Ein Feuerschein in der Ferne (möglicherweise auf Mykonos), den die Parier für ein Zeichen der Perser hielten, führte zum Bruch der Vereinbarungen. Miltiades deutete den Feuerschein ähnlich, brach die Belagerung ab und segelte rasch nach Athen zurück. Dort wurde er in der Volksversammlung wegen Hochverrats, Bestechung durch die Perser und unautorisierten Abbruchs des Unternehmens angeklagt. Xanthippos, der Vater des Perikles, ist möglicherweise der Hauptkläger gewesen und plädierte für die Todesstrafe. Miltiades konnte sich nicht persönlich verteidigen, da er an einer während der Expedition empfangenen Beinwunde litt, die sich infiziert hatte. Diese Verwundung hatte er sich in der Nähe eines Demeterheiligtums zugezogen (und möglicherweise als göttliches Zeichen gedeutet). Miltiades wurde vom Hochverrat freigesprochen, aber für die gescheiterte Expedition verantwortlich gemacht und zu einer Geldstrafe von 50 attischen Talenten verurteilt, deren Höhe sich an den Staatsausgaben für das Unternehmen orientierte. Miltiades wurde wahrscheinlich bis zur Zahlung des Geldes im Gefängnis festgehalten. Dort verstarb er an den Folgen seiner Verwundung. Die Schuld wurde von seinem Sohn Kimon beglichen. Dieser spielte in den folgenden Jahrzehnten eine wichtige Rolle in der Politik Athens. Bekannt ist auch Miltiades’ Tochter Elpinike.

## Archäologische Funde
Bei den Ausgrabungen des Deutschen Archäologischen Instituts in Olympia fand man im Jahre 1940 das Fragment eines bronzenen Helms aus dem Beginn des 5. Jahrhunderts v. Chr. Nachdem die Grabungen in Olympia Anfang der 1950er-Jahre unter Leitung von Emil Kunze wiederaufgenommen worden waren, entdeckte Hans-Volkmar Herrmann bei der Reinigung des Helms die Weiheinschrift:
Μιλτιάδες ἀνέ[θ]εκεν [⋮ τ]οῖ Δί Miltiádes anétheken toí Dí, deutsch ‚Miltiades hat (diesen Helm) Zeus geweiht‘
Die Waffenweihung wird von der Forschung sowohl mit der Eroberung von Lemnos als auch der Schlacht von Marathon in Verbindung gebracht, allerdings konnte nicht eindeutig nachgewiesen werden, dass es sich bei dem besagten Helm um den Helm von Miltiades dem Jüngeren handelte.

## Rezeption

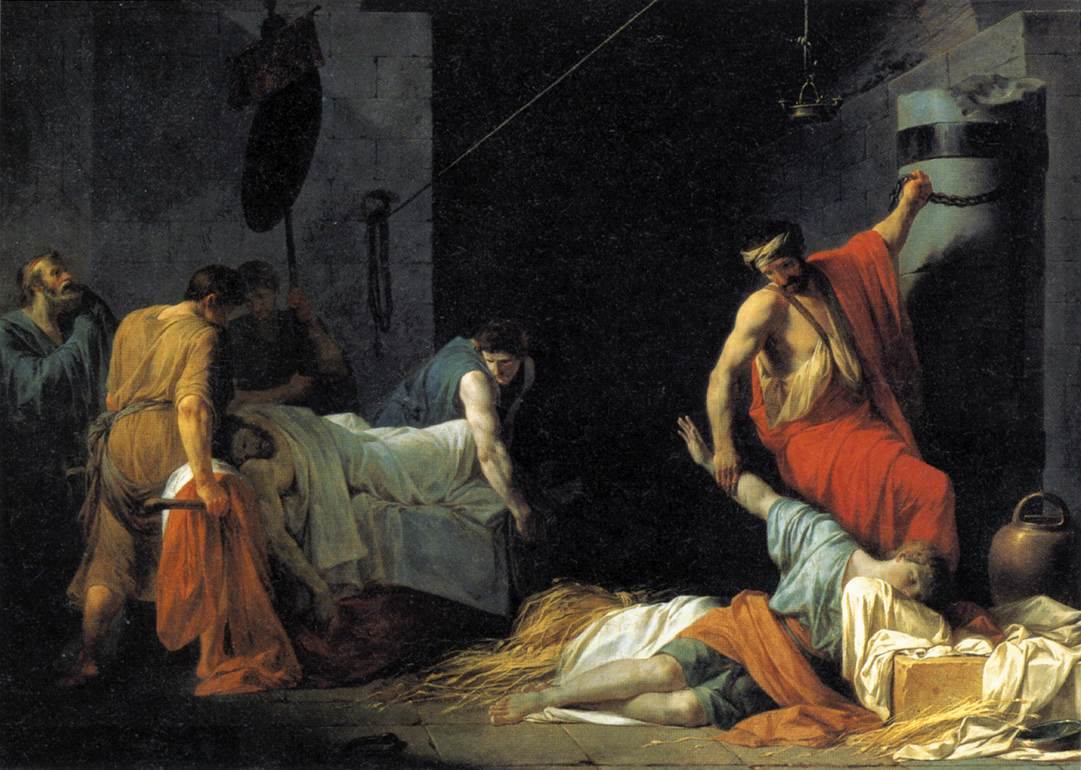
Jean-François-Pierre Peyron (1744–1814): Das Begräbnis des Miltiades, Öl auf Leinwand, 1782, 98 × 136 cm, Paris, Louvre, Inv. 7179.

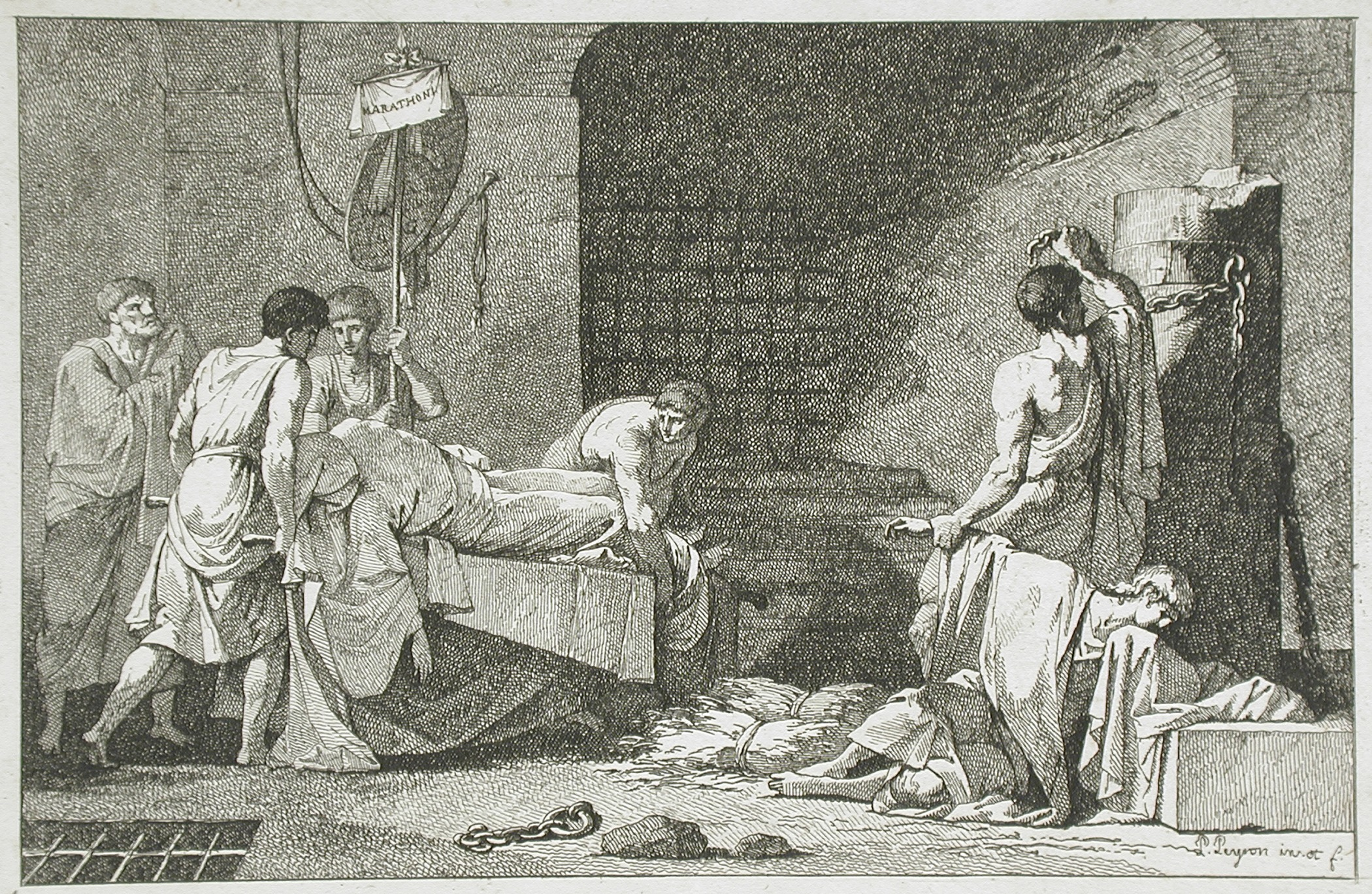
Druckgraphik nach Jean-François-Pierre Peyron (1744–1814): Die Lesart wird dem Betrachter anders als in der Vorlage noch deutlicher durch eine über den Leichnam des Strategen gehaltene Standarte mit dem Schriftzug Marathon vorgegeben.

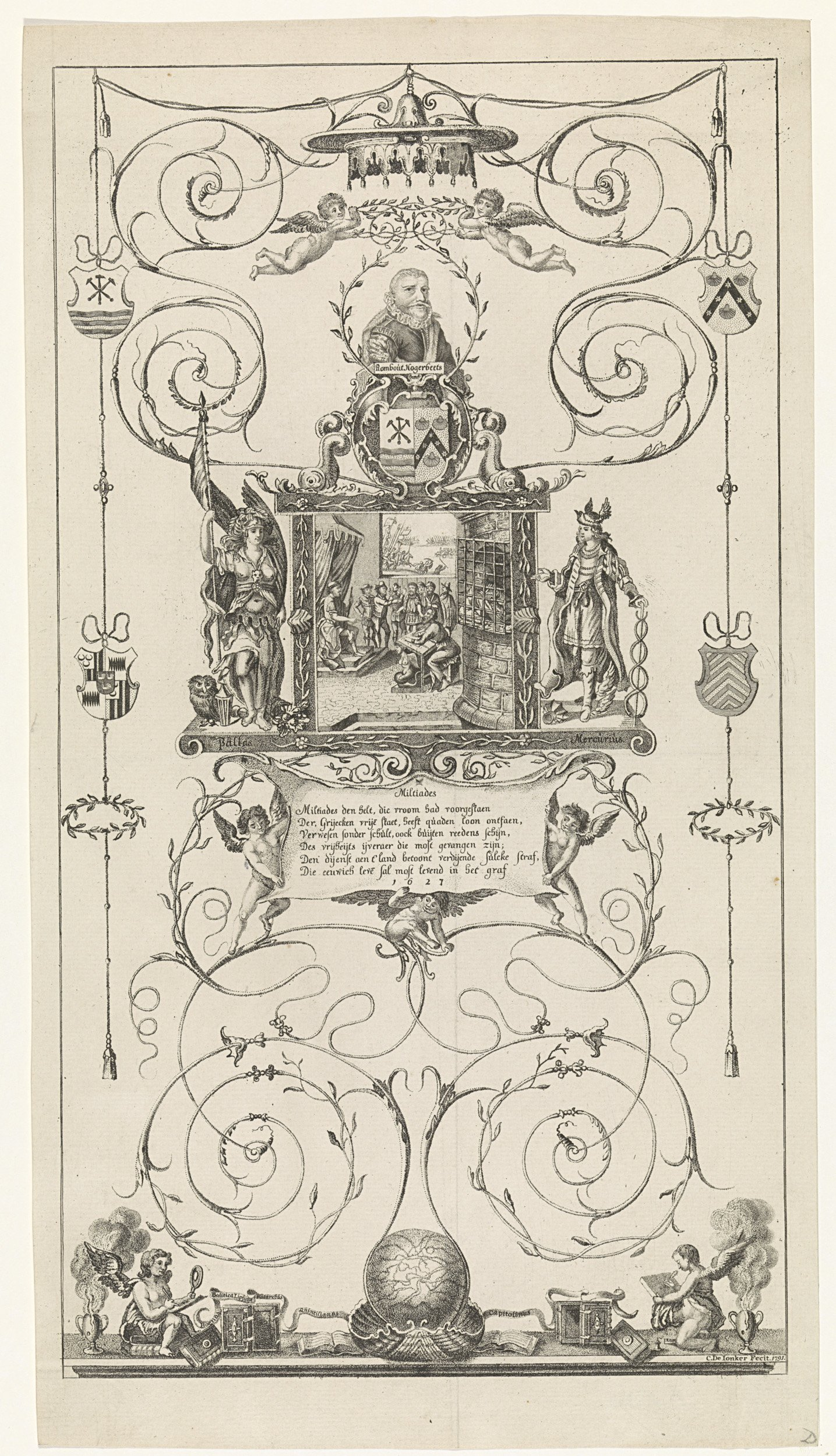
Fensterscheibe mit Szenen aus dem Leben des Miltiades, der nach Jahren treuen Dienstes im Kerker inhaftiert ist; 1791 als Kupferstich publiziert.